# Colonia Progreso
La Colonia Progreso es una localidad en el sur del estado de Oaxaca, México. Está situada en la región del istmo de Tehuantepec y pertenece al municipio de El Barrio de la Soledad. Su población es de 2558 habitantes, haciéndola la localidad más grande del municipio, por encima de la cabecera municipal.
En el año 2010, esta localidad se separó de Lagunas.

## Localización
Colonia Progreso se encuentra a 147.5 kilómetros (en dirección Oeste) de la ciudad de Oaxaca, y de la cabecera municipal está a 0.01 kilómetros en dirección Oeste. En las coordenadas 16°47′59″N 95°4′46″O / 16.79972, -95.07944.